# Райнсдорф (Саксонія)
Райнсдорф (нім. Reinsdorf) — громада в Німеччині, розташована в землі Саксонія. Входить до складу району Цвікау.
Площа — 21,17 км2. Населення становить 7349 ос. (станом на 31 грудня 2020).